# Kurt Mündl
Kurt Mündl (* 8. Juni 1959 in St. Pölten; † Dezember 2019 in Kirchstetten (Niederösterreich)) war ein österreichischer Biologe, Publizist, Kameramann und Autor.

## Leben
Bekannt ist Kurt Mündl durch seine Naturfilme, im Speziellen der Filme aus der Universum-Reihe des Österreichischen Rundfunk (ORF), für die er von Anfang an dabei war.
In den Jahren zwischen 1979 und 1989 war er wissenschaftsjournalistischer Begleiter von Konrad Lorenz. 1994 gründete er sein eigenes Filmunternehmen "Power of Earth Productions" TV & Film Produktions Ges.m.b.H. Er arbeitete für verschiedene Sender, wie die deutschsprachigen ORF, ZDF, NDR, aber auch für fremdsprachige wie Canal+, SVT oder Channel 4. Sein Film Ein ganz alltägliches Monster – Die Stubenfliege war die erste Produktion seit Bestehen des ORF, die von der BBC gekauft wurde.
Im November 2020 wurden Teile seines Nachlasses auf der österreichischen Auktionsplattform Aurena.at versteigert.

## Filmografie (Auswahl)
- Ein ganz alltägliches Monster – Die Stubenfliege, 1994
- Der Ötztal-Mann und seine Welt, 1999 über das Leben des Mann vom Tisenjoch
- Time Flashes in Blue Yellow, 2003 für das (ehemalige) IMAX-Kino Wien
- Alien-Insekt – Die Gottesanbeterin, 2004 (HDTV) über die Gottesanbeterin
- Waldviertel – Vom Zauber des rauen Landes, 2004
- 1955 – Backstage, 2005 über den österreichischen Staatsvertrag und die österreichische Geschichte
- Sisi … und ich erzähle euch die Wahrheit (2012)

## Bücher (Auswahl)
Neben seinen zahlreichen Filmen brachte er noch viele Fachbücher auf den Markt. Einige dieser Bücher sind gemeinsam oder über den Nobelpreisträger Konrad Lorenz herausgegeben.
- Salvate la speranza, 1989, ISBN 88-344-0383-5
- Sauver l'espoir, 1990
- Beim Menschen beginnen, 1991, ISBN 3-224-17652-0

## Auszeichnungen
2004 erhielt er die Berufsbezeichnung Professor durch die Republik Österreich. Unter den zahlreichen ausländischen Auszeichnungen erhielt er drei Mal den Gold Camera Award in Chicago und den Golden Decade Award, der nur alle zehn Jahre vergeben wird. Seit dem Jahr 2000 zählt Kurt Mündl zu den meist ausgezeichneten Dokumentarfilmern Europas.